# Agencia Estatal Boletín Oficial del Estado
La Agencia Estatal Boletín Oficial del Estado (AEBOE) es un organismo público español, dependiente del Ministerio de la Presidencia, Justicia y Relaciones con las Cortes, que se encarga de la edición, impresión, publicación y difusión del Boletín Oficial del Estado (BOE) y del Boletín Oficial del Registro Mercantil (BORME), así como de la gestión de su sede electrónica.
La historia del organismo es tan antigua como el propio diario, que se remonta a 1661, cuando se creó la Gazeta. En la actualidad, el organismo se configura, desde 2007, como una agencia estatal. Esta última reforma reemplazo el carácter de organismo autónomo que tuvo durante todo el siglo XX y adquirió la denominación actual, Boletín Oficial del Estado, en la década de 1930.

## Funciones
Son funciones de la Agencia:
- La edición, impresión, publicación y difusión, con carácter exclusivo, del «Boletín Oficial del Estado».
- La gestión y administración de la sede electrónica, en la que se alojará el diario oficial «Boletín Oficial del Estado».
- La edición, impresión, publicación y difusión, con carácter exclusivo, del «Boletín Oficial del Registro Mercantil».
- La publicación, en cualquier soporte, de repertorios, compilaciones, textos legales y separatas de las disposiciones de especial interés, así como la permanente actualización y consolidación de lo publicado.
- La creación y difusión de productos documentales legislativos, jurisprudenciales o doctrinales a partir del «Boletín Oficial del Estado» o de otras publicaciones legislativas.
- La difusión a través de redes abiertas de telecomunicaciones, de productos elaborados a partir de los contenidos del «Boletín Oficial del Estado» y de cualquier otro contenido electrónico producido o gestionado por la agencia, por sí misma o en colaboración con otros ministerios, organismos o entidades.
- La publicación de estudios científicos o técnicos, bien por propia iniciativa, bien en cumplimiento de convenios suscritos con otros órganos de la Administración General del Estado y con entidades públicas o privadas.
- La ejecución de los trabajos de imprenta de carácter oficial solicitados por ministerios, organismos y otras entidades públicas.
- La distribución y comercialización de las obras propias y de las obras editadas por otras Administraciones u organismos oficiales, en los términos establecidos en los convenios suscritos a tal fin.
- La gestión y difusión, en cualquier soporte, de los anuncios de licitaciones y adjudicaciones de contratos del sector público.

La Agencia tiene, además, la consideración de medio propio instrumental de la Administración General del Estado y de sus organismos y entidades de derecho público para las materias que constituyen sus fines.

## Historia
La aparición de la imprenta y su posterior uso generalizado posibilitó el auge de la información y el desarrollo cultural.
Frente a los manuscritos, perecederos y manipulables, la imprenta permitía la fijación de los textos y su producción seriada, circunstancias sustanciales para la difusión de la información.
En el último tercio del siglo XVII se produjo un gran aumento de la literatura periodística, y, en concreto, el nacimiento de numerosos Boletines o Gacetas en la mayor parte de Europa; estas publicaciones nacieron de manos de la iniciativa privada y con un contenido estrictamente informativo.
En España este fenómeno se concretó en 1661 con la creación de la Gazeta, primer periódico de información general. En 1697 apareció bajo el título de Gaceta de Madrid. Durante el reinado de Carlos III, en 1762, la Corona asume el privilegio de imprimir la Gazeta. La publicación pasa a convertirse en un medio de información oficial que refleja los criterios y decisiones del Gobierno. En 1787 se crea la Imprenta Real.
Durante el período 1808-1814 se publican varias Gacetas en diversas localidades.
Posteriormente, en 1836, se establece que los Decretos, Órdenes e Instrucciones que dicte el Gobierno se considerarán obligatorios desde el momento en que sean publicados en la Gazeta. De este modo pasó a convertirse en un órgano de expresión legislativa y reglamentaria, característica que conservará hasta la actualidad.
La estructura de la Gazeta se establece en 1886 con la finalidad de publicar sólo documentos de interés general (Leyes, Decretos, Sentencias de Tribunales, contratos de la Administración Pública, anuncios oficiales...). Asimismo se regula el orden de preferencia en la publicación de las disposiciones atendiendo a criterios de urgencia y de prioridad de la inserción de documentos: Leyes, Reales Decretos, Reales Órdenes, etc. Por último se dispone que, dentro de cada sección, el orden de inserción debe ser el de antigüedad de los Ministerios, siempre tras la Presidencia del Consejo de Ministros. Esta estructura se perfila por una Real Orden de 6 de junio de 1909.
El Gobierno de Burgos durante la Guerra Civil utilizó la denominación Boletín Oficial del Estado para distinguirse de la Gaceta de la República. La denominación Boletín Oficial del Estado se mantuvo hasta 1961. Desde esta fecha hasta 1986 pasó a denominarse Boletín Oficial del Estado - Gaceta de Madrid y a partir de 1986 volvió a denominarse Boletín Oficial del Estado.
Posteriores normas de 1948, 1957, 1960 y 1986 han ido conformando el funcionamiento del Boletín Oficial del Estado.
El Real Decreto 1495/2007, de 12 de noviembre, transforma el BOE en una Agencia Estatal, y el Real Decreto 181/2008, de 8 de febrero, de Ordenación del diario oficial "Boletín Oficial del Estado" regula su edición electrónica.
| AÑO  | DENOMINACIÓN                                     | Observaciones                                                              |
| ---- | ------------------------------------------------ | -------------------------------------------------------------------------- |
| 1661 | Gazeta                                           |                                                                            |
| 1697 | Gaceta de Madrid                                 |                                                                            |
| 1762 |                                                  | La Gaceta pasa a ser el medio de información oficial                       |
| 1834 |                                                  | La Gaceta comienza a publicarse con una periodicidad diaria                |
| 1836 |                                                  | La Gaceta empieza a ser el órgano de expresión legislativa y reglamentaria |
| 1886 |                                                  | La Gaceta solo publica documentos oficiales                                |
| 1934 | Gaceta de Madrid: Diario Oficial de la República |                                                                            |
| 1936 | Gaceta de la República: Diario Oficial           |                                                                            |
| 1939 | Boletín Oficial del Estado                       |                                                                            |
| 1961 | Boletín Oficial del Estado: Gaceta de Madrid     |                                                                            |
| 1987 | Boletín Oficial del Estado                       |                                                                            |
| 2009 |                                                  | Edición electrónica                                                        |

## Imprenta Nacional
La Imprenta Nacional es una unidad de la Agencia Estatal Boletín Oficial del Estado. Tiene sus instalaciones en la Avenida de Manoteras número 54, de Madrid y se encarga de la edición, publicación y distribución de todo un extenso catálogo de publicaciones oficiales, así como de una gran variedad de trabajos de cualquier organismo público.
Dispone de capacidad suficiente y de los medios técnicos y humanos necesarios para la publicación y distribución de toda clase de trabajos oficiales (editoriales, paraeditoriales y extraeditoriales), propios o de cualquier organismo de la Administración General del Estado y de otras Administraciones Públicas.
En lo que se refiere a la realización de trabajos de imprenta  Archivado el 23 de septiembre de 2015 en Wayback Machine., las funciones de la Agencia Estatal Boletín Oficial del Estado son las siguientes:
- La publicación de los repertorios, compilaciones, textos legales y separatas de las disposiciones que se consideren de especial interés, en cualquier soporte, por iniciativa propia o en colaboración con otros ministerios, organismos o entidades de derecho público, así como la permanente actualización y consolidación de lo publicado.
- La publicación de estudios científicos o técnicos, tanto por decisión propia, como en cumplimiento de convenios suscritos con otros órganos de la Administración General del Estado o con entidades públicas o privadas.
- La ejecución de trabajos oficiales de imprenta y de edición solicitados por Ministerios, organismos y otras entidades públicas.
- La distribución y comercialización de las obras propias y de las editadas por otras administraciones u organismos oficiales, en los términos establecidos en los convenios suscritos a tal fin.

## Bases de datos BOE

### BOE
El BOE ofrece disposiciones de carácter general de ámbito estatal, autonómico y europeo desde 1960. Además, le ofrece el análisis jurídico de cada norma, así como el texto consolidado de la normativa básica estatal.
- Legislación nacional que afecta al ámbito general del Estado desde el año 1960 publicadas en el Boletín Oficial del Estado. Incluye, además, las Sentencias del Tribunal Constitucional que afectan a la legislación estatal y algunas normas anteriores al año 1960 todavía vigentes.
- Legislación de las comunidades autónomas desde 1980: leyes y decretos legislativos publicados en el Boletín Oficial del Estado.
- Legislación europea desde 1952: Reglamentos, directivas, decisiones y recomendaciones que afectan a España y publicadas en el Diario Oficial de la Unión Europea (DOUE).

El BOE se divide en Secciones, que son:
- Sección I (Disposiciones generales): Leyes orgánicas, leyes, reales decretos legislativos y reales decretos-leyes; Tratados y convenios Internacionales; Leyes emanadas de las asambleas legislativas de las comunidades autónomas; Reglamentos y demás disposiciones de carácter general; Cuestiones o Conflictos de inconstitucionalidad planteados ante el Tribunal Constitucional sobre normas de carácter general.
- Sección II (Autoridades y personal): Personal, es la base de datos sobre convocatorias y resoluciones de oposiciones, concursos, ofertas de empleo público, nombramientos, situaciones e incidencias del personal de la Administración Pública.
- Sección III (Otras disposiciones). Se realiza una selección de disposiciones de carácter general: Convenios colectivos de ámbito estatal; planes de estudio; delegación de competencias; normas que disponen el cumplimiento de sentencias del Tribunal Supremo que afectan a disposiciones de carácter general; normas que regulan la concesión de ayudas y subvenciones; normas UNE; regulación general sobre los seguros agrarios combinados.
- Sección IV (Administración de Justicia): En ella se publican edictos, notificaciones, requisitorias y anuncios de los Juzgados y Tribunales.
- Sección V (Anuncios): Se publican los anuncios de contratación, otros anuncios oficiales (como los extractos de convocatorias de becas, premios y otras ayudas y subvenciones, los trámites de información pública, las concesiones administrativas, etc) , así como los anuncios particulares.
- Sección TC: Sentencias del Tribunal Constitucional sobre declaraciones de inconstitucionalidad, conflictos constitucionales y otras competencias que afectan a la legislación nacional y que se publican en suplemento independiente.

Textos consolidados
El sistema permite consultar las distintas redacciones que ha sufrido una norma desde su publicación. Un texto consolidado es el documento que integra en el texto original de una norma o disposición las modificaciones y las correcciones que ha tenido desde su origen.

### Colección histórica
Contenido
Gazeta es la base de datos que ofrece la colección histórica del Diario Oficial, contiene disposiciones y noticias publicadas en los diarios oficiales antecesores del actual Boletín Oficial del Estado desde 1661 hasta 1959.
La colección digital contiene alrededor de 1.450.000 documentos con noticias muy variadas -anuncios, comunicaciones, leyes, etc.- siendo muchas de ellas de gran interés histórico. La Gaceta constituye igualmente una rica fuente de información sobre las noticias más destacadas de determinados acontecimientos de la época tanto nacionales como extranjeros. En este sentido se pueden localizar noticias sobre declaraciones de guerra, proclamaciones de reyes, plagas, precios, etcétera.
La base de datos ofrece un índice con los distintos periodos históricos que abarca y en el que se incluye los reinados y principales momentos históricos de la España de los siglos XVII a XX.
Por otra parte, es importante señalar que desde su inicio en 1661 y a lo largo de su historia, la Gaceta recibió diferentes títulos, que, en determinados momentos históricos, convivieron varios diarios oficiales con denominaciones distintas.

## Códigos electrónicos BOE
Se trata de compilaciones de las principales normas vigentes del ordenamiento jurídico, permanentemente actualizadas, presentadas por ramas del Derecho.
Cada Código electrónico se ofrece para su descarga gratuita en los formatos electrónicos PDF y ePUB, para facilitar su almacenamiento y lectura en dispositivos electrónicos diversos.
Los Códigos electrónicos se pueden comprar en soporte papel a un precio inferior de lo que costaría una impresión doméstica. Se presentan encuadernados en uno o varios tomos en formato de 240mm. x 165mm.
Los Códigos electrónicos se complementan con un sistema de alertas de actualización cuya suscripción se puede realizar a través de los servicios de BOE a la carta.

### Derecho Constitucional
- Código de Derecho Constitucional
- Estatutos de Autonomía
- Código de Derecho Electoral
- Código de Derecho Eclesiástico
- Tribunal Constitucional
- Consejo de Estado
- Código de la Discapacidad

### Derecho Administrativo
- Código de Derecho Administrativo
- Código de Contratos del Sector Público
- Código de la estructura de la Administración General del Estado
- Código de la estructura de la Administración Institucional del Estado
- Código de Tráfico y Seguridad Vial
- Código de Seguridad Privada
- Código de la Función Pública
- Código de MUFACE, ISFAS y MUGEJU
- Código de Régimen Local
- Código de leyes administrativas de la Defensa
- Código de la Guardia Civil
- Código de la Policía Nacional
- Código de Extranjería
- Código de Administración Electrónica
- Protección de Datos de Carácter Personal
- Código del Derecho al Olvido
- Código de Seguridad Ciudadana
- Código de las Telecomunicaciones
- Código de Ceremonial y Protocolo
- Código de Expropiación Forzosa
- Código de Legislación Ferroviaria
- Código de Derecho Deportivo

### Derecho Penal
- Código Penal y legislación complementaria
- Código Penitenciario

### Legislación Social
- Código de Legislación Social
- Cooperativas, Sociedades Laborales y Trabajo Autónomo
- Código Laboral y de la Seguridad Social
- Prevención de riesgos laborales

### Derecho Tributario y Financiero
- Código de Legislación Tributaria
- Ley General Tributaria y sus reglamentos
- Impuesto sobre Sociedades
- Impuesto sobre la Renta de las Personas Físicas
- Impuesto sobre Sucesiones y Donaciones
- Impuesto sobre el Valor Añadido
- Impuesto sobre Transmisiones Patrimoniales y Actos Jurídicos Documentados
- Impuestos especiales
- Tasas y Precios Públicos
- Código de Legislación Financiera
- Ley General Presupuestaria y normas complementarias
- Control del Gasto de la Administración del Estado
- Código de Normativa Catastral

### Derecho Civil
- Código Civil y legislación complementaria

- Código Civil y legislación complementaria
- Leyes Civiles Forales
- Código de Propiedad Intelectual
- Código de Caza
- Código de Propiedad Horizontal

### Derecho Mercantil
- Código de Comercio y legislación complementaria
- Código de Comercio Interior
- Código de Legislación Concursal
- Propiedad Industrial
- Código del Mercado Bancario
- Código del Mercado del Seguro
- Código del Mercado de Valores
- Código de Títulos y Valores
- Código de Derecho de la Navegación Marítima y Aérea
- Código de Derecho de Sociedades

### Auditoría y Contabilidad
- Código de Auditoría de Cuentas
- Código de Contabilidad Financiera y Sociedades

### Derecho Procesal
- Código de Legislación Procesal

### Sanidad y Farmacia
- Código sanitario
- Código del Sistema Sanitario
- Código de Profesionales Sanitarios
- Código de Derecho Farmacéutico

### Educación
- Código de leyes educativas

### Cultura
- Código de Legislación Bibliotecaria
- Código de Legislación Bibliotecaria Autonómica
- Código de Archivos y Patrimonio Documental

### Agricultura y Medio Ambiente
- Código de Derecho Agrario
- Código de Evaluación y Control Ambiental
- Código de Atmósfera y Cambio Climático
- Código de Aguas Normativa Estatal
- Código de Aguas Normativa Autonómica

### Comunidades autónomas
- Código del Principado de Asturias

### Vivienda
- Código de la Vivienda del Estado

### Derecho Urbanístico
- Código de Derecho Urbanístico estatal
- Código de Urbanismo del País Vasco
- Código de Urbanismo de Cataluña
- Código de Urbanismo de Galicia
- Código de Urbanismo de Andalucía
- Código de Urbanismo del Principado de Asturias
- Código de Urbanismo de Cantabria
- Código de Urbanismo de La Rioja
- Código de Urbanismo de la Región de Murcia
- Código de Urbanismo de la Comunidad Valenciana
- Código de Urbanismo de Aragón
- Código de Urbanismo de Castilla-La Mancha
- Código de Urbanismo de las Islas Canarias
- Código de Urbanismo de Navarra
- Código de Urbanismo de Extremadura
- Código de Urbanismo de las Islas Baleares
- Código de Urbanismo de la Comunidad de Madrid
- Código de Urbanismo de Castilla y León

### Otros códigos
En este apartado se incluyen algunos códigos electrónicos cuyo contenido se refiere a ámbitos específicos y por ello no forman parte de la colección.
- Código de Aguas de la Cuenca del Duero
- Código de Aguas de la parte española de la Demarcación Hidrográfica del Miño-Sil

## Anuarios de Derecho
Coeditados con el Ministerio de Justicia son publicaciones dirigidas a investigadores, operadores jurídicos y otros juristas. Contienen artículos y estudios monográficos sobre temas de actualidad jurídica, en las disciplinas siguientes: Derecho Civil, Filosofía del Derecho, Historia del Derecho Español, así como Derecho Penal y Ciencias Penales.
El Ministerio de Justicia y la Agencia Estatal Boletín Oficial del Estado ponen a su disposición de forma gratuita el acceso a los artículos de las publicaciones de los Anuarios de Derecho.

### Anuario de Derecho Civil
Esta publicación es de carácter trimestral. En cuanto a su consejo de redacción, sus directores son Luis Díez-Picazo y Ponce de León, Manuel Peña y Bernardo de Quirós y Antonio Manuel Morales Moreno, y la secretaría la ejerce Nieves Fenoy Picón.
El Anuario contiene monografías que realizan el estudio de temas y materias de derecho privado suscitados en muchos casos por la actualidad social y legislativa de España, a lo que se suman reseñas de los seminarios más destacables celebrados en el período correspondiente en el territorio nacional, y recensiones de la bibliografía más sobresaliente disponible en el mercado editorial.  
A lo anterior se añaden relaciones o repertorios de decisiones relevantes del derecho comunitario y menciones de pronunciamientos del Tribunal Superior de Justicia de la Unión Europea.  
Finalmente, se incorporan resúmenes de fallos dictados por el Tribunal Supremo, con una precisa identificación de las materias afectadas.

### Anuario de Filosofía del Derecho
El Anuario de Filosofía del Derecho es la publicación anual oficial de la Sociedad Española de Filosofía Jurídica y Política, que reúne a todos los profesores del área de conocimiento en España, y es miembro de la Internationale Vereinigung für Rechtsphilosophie.
El Anuario de Filosofía del Derecho se edita desde 1953 y en su segunda época -tras una breve interrupción- volvió a aparecer en 1984. 
En cuanto a su consejo de redacción, su directora es María José Añón Roig, y la secretaría la ejerce Mario Ruiz Sanz. 
El Anuario es un foro especializado para el debate de los principales problemas suscitados por la teoría del derecho con especial impacto social, como el fundamento de la legitimidad y obligatoriedad de las leyes, la desobediencia civil, la protección de los derechos humanos frente a los abusos del poder, la manipulación genética o la eutanasia, por citar algunos de los más relevantes. Ello se plasma en sus estudios y monografías, en los debates frente a teorías sustentadas por autores de la doctrina nacional y extranjera y en la crítica bibliográfica.

### Anuario de Historia del Derecho Español
Fundado por don Claudio Sánchez Albornoz en 1924, esta publicación es de carácter anual. En cuanto a su consejo de redacción, su director es Fernando Suárez González, y la vicesecretaría la ejerce Carmen Losa Contreras.
El Anuario contiene estudios sobre los más variados temas de la historia del derecho nacional y foráneo, ya estén referidos a determinadas épocas o ámbitos geográficos, y sobre personajes o fuentes del derecho. A lo anterior se suman análisis de textos y documentos de relevancia en la historia jurídica, resumen del contenido del ponencias, congresos y seminarios y artículos sobre efemérides históricas. Finalmente, la crítica bibliográfica procura analizar el grado de novedad doctrinal de la obra examinada y la trayectoria de los autores.

### Anuario de Derecho Penal y Ciencias Penales
Esta publicación es de carácter anual. En cuanto a su consejo de redacción, su director es Enrique Gimbernat Ordeig, y la vicesecretaría la ejerce Carmen Figueroa Navarro.
El Anuario contiene estudios doctrinales, a los que se suman las crónicas de autores extranjeros sobre temas de relevancia en sus naciones de origen.
La sección legislativa reproduce las Leyes Orgánicas con incidencia penal de la anualidad correspondiente, y la sección bibliográfica sistematiza las recensiones de las novedades editoriales.
Finalmente, se incorporan resúmenes de fallos dictados por el Tribunal Supremo, con una especial preocupación por analizar el grado de novedad de la jurisprudencia recaída, y la historia de la línea argumental seguida hasta el momento por el Alto Tribunal.
Del Tribunal Constitucional se enumeran los fallos más notables, con una clara identificación de los preceptos de la Constitución afectados.

## Colecciones del BOE
La Agencia Estatal Boletín Oficial del Estado edita las siguientes colecciones:

### Leyes Históricas de España
Ediciones facsímiles de textos de la Historia del Derecho en España.

### Códigos
Se trata de compilaciones de las principales normas vigentes del ordenamiento jurídico, permanentemente actualizadas, presentadas por ramas del Derecho. Cada Código electrónico se ofrece para su descarga gratuita en los formatos electrónicos PDF y ePUB, para facilitar su almacenamiento y lectura en dispositivos electrónicos diversos. Los Códigos electrónicos se pueden comprar en soporte papel a un precio inferior de lo que costaría una impresión doméstica. Se presentan encuadernados en uno o varios tomos en formato de 240mm. x 165mm. Los Códigos electrónicos se complementan con un sistema de alertas de actualización cuya suscripción se puede realizar a través de los servicios de BOE a la carta.

### Estudios Jurídicos
Colección de monografías realizadas por especialistas en el tema que tratan.

### Clásicos del pensamiento social
Coeditados con el Centro de Investigaciones Sociológicas, son obras de pensadores y sociólogos de reconocido prestigio del panorama nacional e internacional que analizan, entre otros aspectos, el origen de fenómenos y comportamientos históricos, evolución y problemática de grupos urbanos y rurales, etnias y sectores marginales de la población.

### Clásicos políticos
Coeditados con el Centro de Estudios Políticos y Constitucionales, el catálogo incorpora obras esenciales del pensamiento de Occidente, desde los clásicos grecolatinos hasta los planteamientos liberales, democráticos y obreros del siglo XIX, pasando por textos de la filosofía de la Ilustración y recuerdos y memorias.

### Textos y documentos
Coeditados con el Centro de Estudios Políticos y Constitucionales, esta colección se centra en el estudio de épocas relevantes de nuestra historia político-constitucional contemporánea, mediante la reproducción de las principales fuentes que la han caracterizado, tales como normas constitucionales, jurisprudencia, legislación ordinaria y orgánica, estatutos de autonomía, proclamas y discursos, entre otros, junto con tablas cronológicas e índices onomásticos.

### Estudios constitucionales
Coeditados con el Centro de Estudios Políticos y Constitucionales, esta colección se centra en el tratamiento que la Constitución de 1978 ofrece de los diferentes ámbitos de la vida política y social española, enriqueciendo sus análisis con la incorporación de estudios de derecho constitucional comparado y con la sistematización de la jurisprudencia del Tribunal Constitucional en las materias objeto de las monografías.

## Normativa
- Ley 11/2007, de 22 de junio, de acceso electrónico de los ciudadanos a los Servicios Públicos.
  - Real Decreto 1671/2009, de 6 de noviembre, por el que se desarrolla parcialmente la Ley 11/2007, de 22 de junio, de acceso electrónico de los ciudadanos a los servicios públicos.
- Ley 28/2006, de 18 de julio, de Agencias estatales para la mejora de los servicios públicos.
- Real Decreto 1495/2007, de 12 de noviembre, por el que se crea la Agencia Estatal Boletín Oficial del Estado y se aprueba su estatuto.
- Real Decreto 1979/2008, de 28 de noviembre, por el que se regula la edición electrónica del "Boletín Oficial del Registro Mercantil"
- Real Decreto 181/2008, de 8 de febrero, de ordenación del diario oficial "Boletín Oficial del Estado"
- Real Decreto 951/2005, de 29 de julio, por el que se establece el marco general para la mejora de la calidad en la Administración General del Estado.
- Orden PRE/454/2014, de 17 de marzo, por la que se aprueba el Contrato de Gestión de la Agencia Estatal Boletín Oficial del Estado para el periodo 2013-2016
- Resolución de 17 de febrero de 2010, de la Agencia Estatal Boletín Oficial del Estado, por la que se crea la sede electrónica y el registro electrónico de la Agencia Estatal Boletín Oficial del Estado.
- Resolución de 22 de febrero de 2010, de la Agencia Estatal Boletín Oficial del Estado, por la que se establece el procedimiento para la inserción de anuncios en el "Boletín Oficial del Estado" y en el "Boletín Oficial del Registro Mercantil".
- Resolución de 14 de diciembre de 2009, de la Dirección de la Agencia Estatal Boletín Oficial del Estado, por la que se establece el procedimiento y las condiciones para el pago de las tasas, aplicables por la inserción de anuncios en los diarios "Boletín Oficial del Estado" y "Boletín Oficial del Registro Mercantil", mediante soporte papel o por vía telemática, a través de entidades colaboradoras en la gestión recaudatoria.